# 肥厚刺缘吸虫
肥厚刺缘吸虫（学名：Acanthoparyphium ochthodromi）为棘口科刺缘属的动物。分布于菲律宾以及中国大陆的福建等地，营寄生生活，宿主黑腹滨鹬（福建）、Ochthodromus mongolus（菲律宾）以及寄生在肠。